# Chili Clementine
'Chili Clementine' est un cultivar de rosier miniature obtenu par Hans Jürgen Evers pour la maison Tantau en 2004 et introduit au commerce en 2005. Il se caractérise par ses fleurs rouge cerise (ou comme le piment rouge, ingrédient du chili) évoluant vers le rouge magenta avec de minuscules stries jaunes. Il est idéal pour les bordures, les balcons et terrasses, ainsi que les potées, comme tous les rosiers miniatures.

## Description
'Chili Clementine' présente des fleurs en coupe de 4 cm de diamètre (70 pétales) ; elles sont rouge cerise à rouge magenta avec de minuscules stries jaunes et fleurissent en petits bouquets. Elles ne sont pas parfumées. Le buisson érigé jusqu'à 30-40 cm (voire 50 cm), pour une envergure de 20 cm à 40 cm, porte un feuillage dense et vert mat.
Ce cultivar est remontant de juin à septembre et offre une bonne résistance aux maladies. Il préfère les situations ensoleillées. Sa zone de rusticité est de 6b à 9b, il supporte donc les hivers froids si son pied est protégé et doit être couvert par très grands froids.